# Bruno Wilhelmi
Bruno Wilhelmi (* 8. August 1865 in Berlin; † 27. April 1909 in Woltersdorf) war ein deutscher Lebensreformer und Pionier der Gartenstadt-Bewegung. Er war Gründer der Obstbau-Kolonie Eden in Oranienburg und der Gartenstadt Schönblick in Woltersdorf an der Schleuse.

## Leben
Wilhelmi wurde 1865 als Sohn eines Druckerei-Fabrikanten in Berlin geboren. Das Gymnasium brach er ein Jahr vor seinem Abschluss ab und begann eine Lehre als Exportkaufmann. Er wanderte 1887 nach São Paulo in Brasilien aus, wo er ein Exportgeschäft für Druckereibedarf gründete. 1889 kehrte er jedoch wieder aufgrund von Krankheit nach Deutschland zurück. Aufgrund seiner Krankheit begann er sich mit Naturheilkunde zu beschäftigen und wurde Vegetarier. Er studierte drei Semester Medizin, musste das Studium dann jedoch aufgrund von Geldsorgen aufgeben. Eine Zeit lang schrieb er Artikel für die Zeitschrift „Naturarzt“.

### Obstbau-Kolonie Eden
Wilhelmi wollte die Ideen von Vegetarismus und Lebensreform von Eduard Baltzer in Form einer Siedlung umsetzen. Mit siebzehn Mitstreitern gründete er 1893 die Eden Gemeinnützige Obstbau-Siedlung und wurde zu ihrem Geschäftsführer gewählt. Er erwarb Ackerflächen bei Oranienburg und entwickelte dort die erste Vegetarier-Kolonie Deutschlands. Die Siedlung wurde als Genossenschaft gegründet und betrieben und sollte Großküchen in Berlin mit vegetarischen Produkten versorgen. Nach einigen Jahren kam es zu Schwierigkeiten zwischen der Genossenschaft und Wilhelmi und er wurde als Geschäftsführer abgewählt.

### Gartenstadt Schönblick
Nach seinem Austritt aus der Obstbau-Kolonie Eden zog Wilhelmi nach Erkner. Dort bemühte er sich um die Gründung einer neuen Siedlung, was die Gemeinde Erkner jedoch ablehnte, da sie sich nicht an den Kosten beteiligen wollte. Um 1900 konnte er jedoch mehrere  Ackerflächen westlich des Dorfes aufkaufen und parzellieren. Sein Ruf als Lebensreformer lockte zahlreiche Künstler in die junge Siedlung Schönblick, die nach den Ideen der aufkommenden Gartenstadt-Bewegung geplant wurde. Wilhelmi konnte sogar die Ideen des Bodenreformers Adolf Damaschke umsetzen und eine Grundsteuer nach allgemeinem Wert einführen. Wilhelmi bemühte sich in Woltersdorf bald um weitere Acker- und Waldflächen für seine neue Siedlung. Er plante eine Kirche und einen Kurpark in den Fuchsbergen. 1909 starb er jedoch mit nur 43 Jahren in Woltersdorf. Sein Sohn Edwin Wilhelmi übernahm das Parzellierungsgeschäft in Woltersdorf-Schönblick.

## Ehrung
Eine Straße in Woltersdorf-Schönblick wurde 1906 nach ihm benannt. Die Bruno-Wilhelmi-Straße wurde jedoch zum größten Teil nicht ausgeführt und 1945 wurde der bebaute nördliche Abschnitt nach Thomas Mann umbenannt.
An seinem Grab in Woltersdorf erinnert eine Gedenktafel an ihn.